# قصر لیبیا
قصر لیبیا (به عربی: قصر لیبیا) یک منطقهٔ مسکونی در لیبی است که در استان جبل‌الاخضر واقع شده‌است. قصر لیبیا ۴٬۹۳۳ نفر جمعیت دارد.